# Lo Timorell
Lo Timorell és una muntanya de 436 metres que es troba al municipi de Castelldans, a la comarca catalana de les Garrigues.